# ۲۰ (عدد)
۲۰ به حروف بیست، بیستمین عدد از اعداد طبیعی و یازدهمین عدد از اعداد طبیعی دورقمی است.